# Twizzy
Twizzy (*  1989, ehemals McTwist und MCzudemTwist) ist ein deutscher Rapper.

## Leben
Twizzy begann seine Karriere als Battlerapper an der Seite von EstA beim Videobattleturnier (VBT). Insbesondere 2012 unterstützte er Esta, 2013 nahm er selbst als Teilnehmer teil und kam ins 32. Finale. Er kam in Anschluss auf Baba Saads Label Halunkenbande und veröffentlichte dort 2017 das Mixtape Sex Tape Vol.1. Die Beziehung zwischen ihm und Baba Saad war jedoch konfliktbehaftet. Twizzy warf dem Rapper vor Einnahmen verschwiegen zu haben und ihm anlässlich der Beerdigung seiner Mutter gedroht zu haben, diese zu stürmen. Baba Saad entschuldigte sich Jahre später öffentlich bei Twizzy, bezeichnete den Vorwurf mit der Drohung jedoch als unwahr. Nach Halunkenbande kam er zum Label Attitude Movement, ein Unterlabel von Chapter ONE.
2019 erschien sein erstes Album Snitch, das Platz 66 der deutschen Albencharts erreichte.
2025 erschien mit Dissrespekt ein Musikalbum, das er zusammen mit dem Webvideoproduzenten KuchenTV und dem Rapper Cashisclay, der ebenfalls auf Halunkenbande war, aufgenommen hat. Das Album erreichte in der Veröffentlichungswoche Platz 62 der deutschen Albumcharts.

## Diskografie

### Alben
- 2019: Snitch (Attitude Movement)

### Kollaboalben
- 2025: Dissrespekt (mit KuchenTV & Cashisclay, Attitude Movemement)

### Mixtapes
- 2017: Sex Tape Vol.1 (Halunkenbande)

### EPs
- 2019: Twizzy regelt (Attitude Movement)

### Singles
- 2019: La La La (mit Punch Arogunz)
- 2019: Siffmaul & Snitch (mit Jay Jiggy)
- 2019: Delfin
- 2019: All Cops Are Buddies
- 2019: Kleopatra
- 2020: Boykott Lovelock (mit KuchenTV)
- 2020: Fresher denn je (mit KuchenTV)
- 2020: Revedtv Disstrack (mit KuchenTV)
- 2021: Attitude X (mit Cashisclay und Punch Arogunz)
- 2021: Nie mehr (mit Cashisclay)
- 2022: Immer noch hier (mit Timothy D, Cashisclay, KuchenTV und Wohli)
- 2023: AdolfGotcha (mit KuchenTV & Cashisclay)
- 2023: Wer ist der Nächste? (mit KuchenTV & Punch Arogunz)
- 2023: Bambis Mutter (Freiraumreh Diss) (mit KuchenTV & Cashisclay)
- 2023: Tote Rapper lügen nicht (mit Timothy D)
- 2023: Killshot (Aline Disstrack) (mit KuchenTV & Cashisclay)
- 2023: Trauerspiel (Rooz Distrack) (mit KuchenTV & Cashisclay)
- 2024: KuchenTV Diss (mit Punch Arogunz)
- 2024: Komm nach Spandau (mit KuchenTV & Cashisclay)